# Ivan Mariz
Ivan Mariz (Belém, 16 de maio de 1910 — Rio de Janeiro, 13 de maio de 1982) foi um futebolista brasileiro que atuou como lateral-esquerdo, sendo convocado à Copa do Mundo FIFA de 1930.
Raro paraense aproveitado pela Seleção Brasileira, por ela venceu a Copa Rio Branco em 1931 e em 1932. Tais triunfos, ocorridos tanto no Rio de Janeiro como em Montevidéu, foram bastante representativos na época por serem contra uma geração do Uruguai seguidamente campeã mundial em anos anteriores.
Branco, alto e loiro, Ivan foi considerado em 1933 o melhor defensor brasileiro pelo lado esquerdo. Naquele ano, também era o capitão do Fluminense, sendo nessa mesma época até apelidado de Ivan, o Terrível.
Após parar de jogar, chegou a ser prefeito do município fluminense de Magé, em meados da década de 1940. Também foi deputado.

## Origens
Era filho de Heitor de Roure Mariz e de Bertha Eirado. O pai era proveniente de uma família de Niterói, filho de José Lopes de Faria Mariz (falecido em 1915), mineiro de São João del-Rei que desenvolveu carreira de cinquenta anos como professor da rede pública de ensino entre Niterói e Nova Friburgo, com Angelina de Roure Nóbrega (falecida em 1926), filha de fazendeiros de Nova Friburgo. Heitor tinha uma dezena de irmãos e alguns meios-irmãos maternos, concebidos por Angelina antes de esta tornar-se viúva do casamento anterior - dentre eles, Agenor Lafayette de Roure, ex-ministro da Fazenda e secretário da presidência de Epitácio Pessoa. Angelina possuía origem suíça. Hugo de Roure Mariz, um dos irmãos de Heitor, tornaria-se contra-almirante chefe do Estado-Maior Conjunto das Forças Armadas.
Bertha Eirado, por sua vez, era filha de um importante industrial no Pará, Aureliano Antonio Eirado, com Rosa de La Rocque. Aureliano, natural da Venezuela, havia na década de 1890 sido cônsul deste país, e também da Bélgica, em Belém. Possuía cargo de chefia na mais importante indústria de madeiras e construção naval da Região Norte do Brasil, embora na velhice fixasse residência na França, onde faleceu em 1925, dois anos depois de Rosa. Sua família La Rocque descendia de franceses que haviam emigrado inicialmente a Portugal antes de se estabelecerem como senhores de engenho em Belém ainda na primeira metade do século XIX, prosperando no ciclo da borracha.
Heitor, tenente no início da década de 1900, trabalhava em Niterói também na diretoria do interior e justiça do Tribunal de Contas do Estado do Rio de Janeiro até exonerar-se em 1903, quando passou a trabalhar em taquigrafia para a Assembleia Legislativa do Maranhão. Eventualmente veio a exercer a mesma função na Assembleia Legislativa do Pará, alternando-se entre esses dois Estados no fim daquela década. Ele casou-se com Bertha em 1907, no Pará.
Ivan nasceu na capital paraense, em 1910. Dez anos depois, a família mudou-se à então capital federal, por Heitor ser aprovado, em maio de 1920, em concurso público para exercer a taquigrafia na Câmara Municipal do Rio de Janeiro. Ele acabou por assentar-se no comércio local, vindo a exercer ainda na década de 1920 a direção do Lloyd Brasileiro; também trabalhou na SulAmérica Seguros; já Bertha Eirado Mariz tornou-se dama da alta sociedade carioca.  Através de sua irmã Cassilda, foi cunhada de Eneias Martins, governador do Pará. Heitor e Bertha também conceberam um filho igualmente chamado Heitor, além de Guy e Mário.

## Carreira

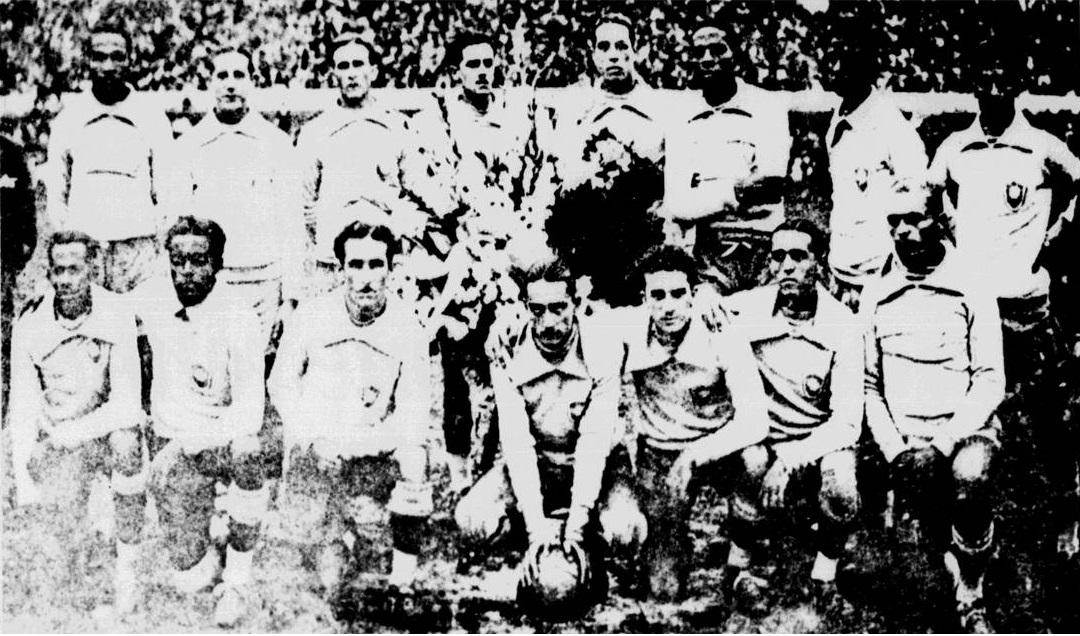
Último agachado em registro da Seleção Brasileira na Copa Rio Branco de 1932: Gradim, Benedicto, Itália, Paulinho Goulart, Martim Silveira, Domingos da Guia, Oscarino e Walter Fortes; Jarbas, Leônidas da Silva, Agrícola Siqueira, Victor Gatinho, Canalli, Aymoré Moreira e Ivan Mariz.

Ivan já fazia atividades no Fluminense em 1924, desde escotismo (junto ao irmão Guy Mariz) a provas de atletismo; em 1925, também praticava voleibol no clube e, em 1926, passou a figurar na equipe B do time tricolor de futebol.
Em 1928, Ivan Mariz conciliou o serviço militar com prática de futebol também no Petropolitano, do antigo campeonato fluminense, então separado até 1977 do campeonato carioca. Foi o ano em que ele fez também sua primeira partida pelo time principal do Fluminense, em 8 de julho, uma vitória de 1-0 sobre o Vila Isabel. O clube, que não vencia desde 1924 o Campeonato Carioca de Futebol, abalou-se por anos após tragédia ferroviária em março de 1930, em que foi vitimado seu jogador Jorge Py. Ivan Mariz, que havia marcado um dos gols no compromisso em Teresópolis prévio à viagem, teve contusões "generalizadas" no acidente, do qual guardaria uma cicatriz no braço pelo restante da vida.
Não era esperado que ele fosse à Copa do Mundo FIFA de 1930, meses depois. Ivan foi nome ausente da lista de jogadores que realizaram treinos prévios entre 14 e 28 de maio. Em junho, a Confederação Brasileira de Desportos oficiou o que parecia ser a convocação final, com quinze jogadores de clubes paulistas e oito de times cariocas - sem que ele figurassem entre esses oito. Contudo, desdobramentos entre dirigentes de ambos os lados levariam a CBD a enviar ao Uruguai uma seleção somente com jogadores do Rio. Com 20 anos recém-completados, Ivan era o segundo jogador mais jovem da primeira delegação brasileira enviada a uma Copa do Mundo FIFA, abaixo apenas de Carvalho Leite, que tinha 18. Curiosamente, a lista teve outros dois nativos do Pará: Nilo Murtinho, tio da atriz belenense Rosamaria Murtinho, e Pamplona,  ambos do Botafogo. A imprensa chegou a criticar a ausência de outro, Santana, do Vasco da Gama.
A tumultuada convocação incluiu os três laterais-esquerdos do Fluminense: Ivan Mariz, Fernando Giudicelli e Fortes, com Ivan ainda abaixo de Fortes na hierarquia do clube; somente Fernando entrou em campo no torneio. Ivan, por sua vez, viria a fazer sua primeira partida pelo Brasil já no ano seguinte, em 6 de setembro de 1931. Válido pela Copa Rio Branco de 1931 e ocorrido nas Laranjeiras, a partida consagrou precisamente Nilo, autor dos gols da vitória sobre um Uruguai recém-campeão dos três torneios mundiais anteriores (além da Copa de 1930, também o Olimpíadas de 1924 e de 1928). Em 1931, Ivan defendeu também a Seleção Carioca, no antigo Campeonato Brasileiro de Seleções Estaduais.
Ivan fez mais quatro partidas pelo Brasil, todas em 1932, embora somente uma delas seja considerada oficial. Primeiramente, enfrentou o Andarahy, goleado por 7-2 nas Laranjeiras em 28 de novembro, em preparativo para nova Copa Rio Branco. Ela dessa vez ocorreria no estádio Centenario, em 4 de dezembro. O Brasil venceu novamente a temida Celeste Olímpica, em triunfo de ainda mais relevo que o anterior por dar-se dentro de Montevidéu. Foi esta partida, a única considerada oficial de Ivan pela seleção em 1932, que iniciou a consagração nacional de Leônidas da Silva, chamado para suprir a ausência de Nilo. Nos dias 8 e 12 de dezembro, Ivan e o Brasil então enfrentaram, respectivamente, a dupla Peñarol (vencido por 1-0) e Nacional (derrotado por 2-1).
Em 1933, Ivan tomou parte da primeira partida oficial do profissionalismo no Fluminense, um 4-4 com o Corinthians. Precisamente por ser oficialmente amadora, a Confederação Brasileira de Desportos enviaria à Copa do Mundo FIFA de 1934 uma delegação desfalcada de equipes já abertamente profissionais - concentrando-se a convocação no único time expressivo ainda amador, o Botafogo.
Focado na sua graduação em engenharia civil, que ainda estudava em 1934, Ivan chegou de jogar por mais de uma vez; um primeiro regresso foi noticiado em 1935, ano em que pôde finalmente conseguir seu primeiro título no Fluminense, o Torneio Aberto.
Já o título estadual veio no certame de 1936. Àquela altura, Ivan já era reserva. Seu último jogo pelo clube havia se dado em 26 de novembro daquele ano, no 6-2 sobre o Jequiá.
Após cerca de três anos sem atuar pelo Fluminense, Ivan realizou em 18 de junho de 1939 um rápido retorno para mais uma partida, efetivamente sua última pelo clube, em derrota de 3-2 para o São Cristóvão pelo campeonato carioca daquele ano. Pelo "Tricolor", Ivan Mariz jogou ao todo 217 partidas e fez 9 gols.

## Após parar de jogar

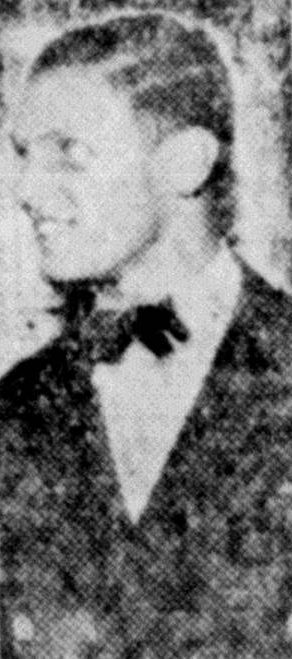
Ivan Mariz em 1934

Em 1944, Ivan Mariz tornou-se  prefeito do município fluminense de Magé, chegando a acumular o cargo com o de diretor da liga municipal mageense de futebol.
Formado em engenharia civil, estabeleceu firma em seu nome no ramo: além de fabricar equipamentos mecânicos, a "Ivan Mariz & Cia" prestou serviços diversos em obras de saneamento básico pelo Estado do Rio de Janeiro nas décadas de 1950, de 1960 (também no Estado da Guanabara) e de 1980.
Ivan Mariz faleceu em 13 de maio de 1982, no Rio de Janeiro, aos 71 anos de idade. Um filho seu, também chamado Ivan Mariz, tornou-se músico de diferentes grupos de rock e blues, prosseguindo como torcedor a ligação familiar com o Fluminense.

## Títulos
Fluminense
- Torneio Aberto: 1935
- Campeonato Carioca: 1936

Seleção Brasileira
- Copa Rio Branco: 1931, 1932